# کوه‌های جغد

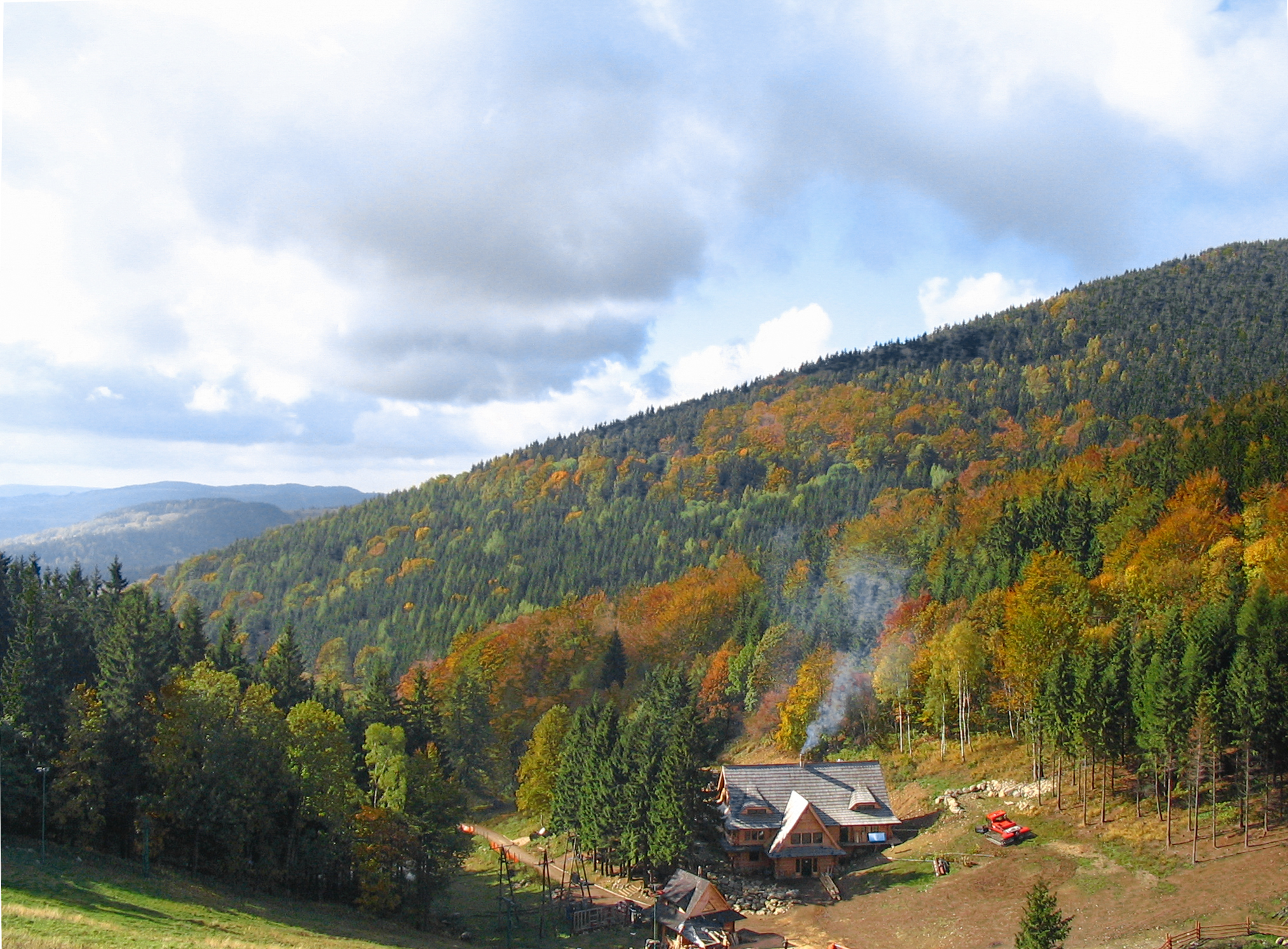
نمایی از کوه‌های جغد.

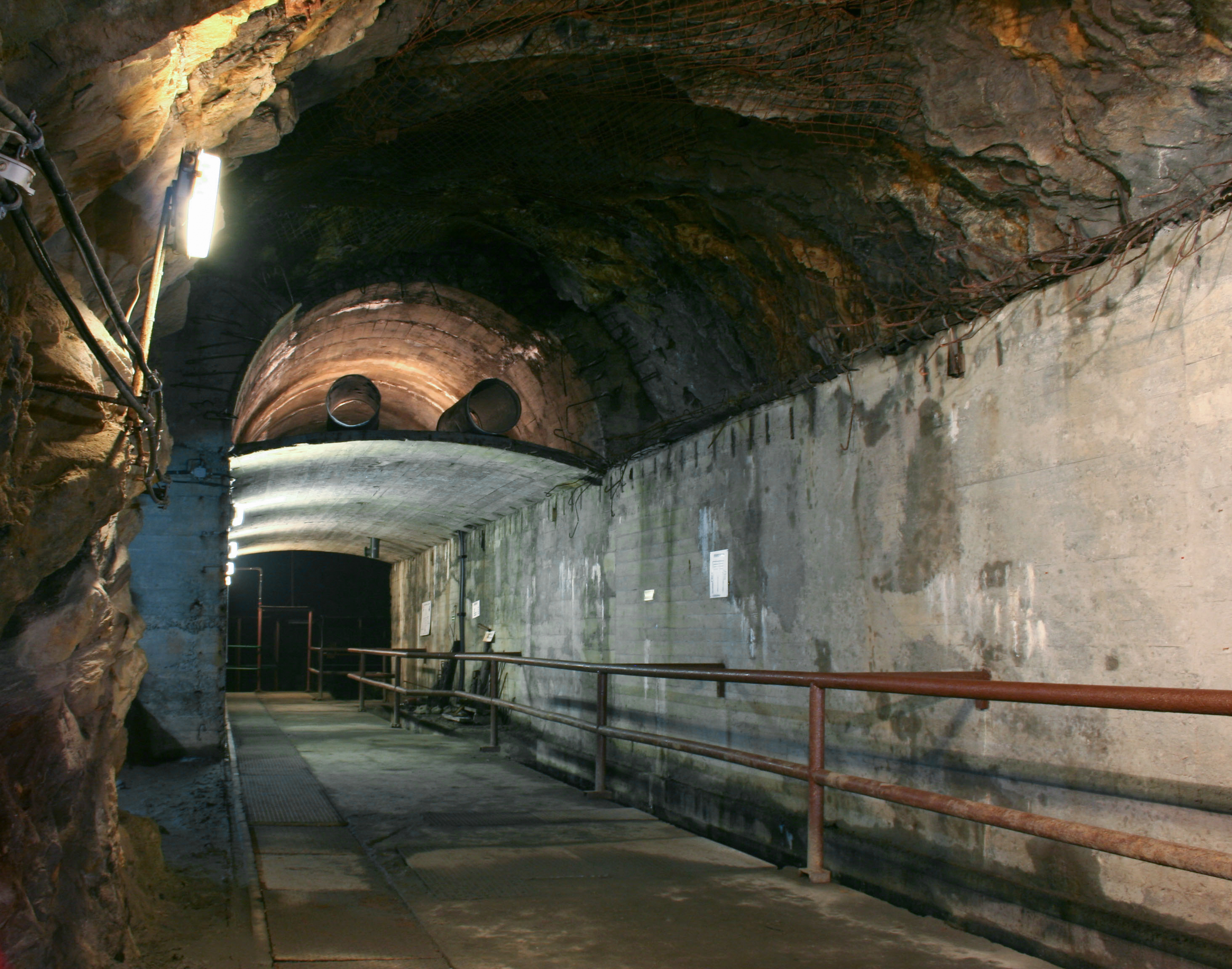
واحد مهندسی ارتش نازی هفت تونل عظیم بتونی چندلایه به مسافت ۹ کیلومتر را در اعماق کوه‌های جغد حفر کرده بود.

کوه‌های جُغد (به لهستانی: Góry Sowie) (به آلمانی: Eulengebirge) نام رشته‌کوهی در جنوب‌غرب لهستان است. بخش وسیعی از رشته‌کوه جغد، منطقه حفاظت‌شده است. شاه‌بوفها از دیرباز در کوه‌های جغد زندگی می‌کرده‌اند.

## تونل‌های زیرزمینی
ارتش نازی بین سال‌های ۱۹۴۳ تا ۱۹۴۵، هفت تونل عظیم زیرزمینی به مسافت ۹ کیلومتر را در اعماق کوه‌های جغد حفر کرد. 
اکنون این تونل‌ها به جاذبه گردشگری تبدیل شده‌اند.